# Чжан Дэцзян
Чжан Дэцзян (кит. трад. 張德江, упр. 张德江, пиньинь Zhāng Déjiāng; род. 4 ноября 1946, в провинция Ляонин) — китайский государственный и партийный деятель. Председатель Постоянного комитета Всекитайского собрания народных представителей с 2013 по 2018 год. Занимал третью строчку в китайской политической иерархии после Председателя КНР и премьер-министра Госсовета КНР. В 2008—2013 гг. вице-премьер Госсовета КНР, в 2012 г. также глава Чунцинского горкома КПК. Возглавлял парткомы КПК провинций Гуандун (2002—2007), Чжэцзян (1998—2002), Цзилинь (1995—1998). Указывался протеже Цзян Цзэминя. 
Кандидат в члены ЦК КПК 14-го созыва, член ЦК КПК 15-го, 16-го, 17-го и 18-го созывов, член Политбюро ЦК КПК 16-го, 17-го и 18-го созывов, член Постоянного комитета Политбюро ЦК КПК 18-го созыва.

## Биография
Родился в уезде Тайань провинции Ляонин.
Сын Чжан Чжии, бывшего генерал-майором НОАК.
Трудовую деятельность начал в ноябре 1969 года. В январе 1971 года вступил в КПК.
1968—1970 гг. — представитель образованной молодежи бригады Тайпин коммуны Лоцзыгоу уезда Ванцин провинции Цзилинь.
1970—1972 гг. — работник, секретарь комсомольской ячейки революционного комитета уезда Ванцин провинции Цзилинь.
1972—1975 гг. — студент факультета корейского языка Яньбяньского университета.
1975—1978 гг. — заместитель секретаря партийной ячейки КПК факультета корейского языка Яньбяньского университета, член бюро парткома и зампредседателя революционного комитета университета.
1978—1980 гг. — студент экономического факультета Университета имени Ким Ир Сена (КНДР), секретарь партийной ячейки китайских студентов, обучающихся в КНДР.
1980—1983 гг. — член бюро Комитета КПК, заместитель ректора Яньбяньского университета.
1983—1985 гг. — заместитель секретаря Комитета КПК г. Яньцзи провинции Цзилинь, член бюро Комитета КПК Яньбянь-Корейского автономного округа.
1985—1986 гг. — заместитель секретаря Комитета КПК Яньбянь-Корейского автономного округа провинции Цзилинь.
1986—1990 гг. — заместитель министра, заместитель секретаря партийной группы Министерства гражданской администрации КНР.
1990—1995 гг. — заместитель секретаря Комитета КПК провинции Цзилинь, секретарь Комитета КПК Яньбянь-Корейского автономного округа.
1995—1998 гг. — секретарь Комитета КПК провинции Цзилинь, председатель Постоянного комитета Собрания народных представителей провинции Цзилинь.
1998—2002 гг. — секретарь Комитета КПК провинции Чжэцзян. К 16 съезду КПК (2002) входил в пятёрку самых молодых региональных партийных лидеров (55 лет).

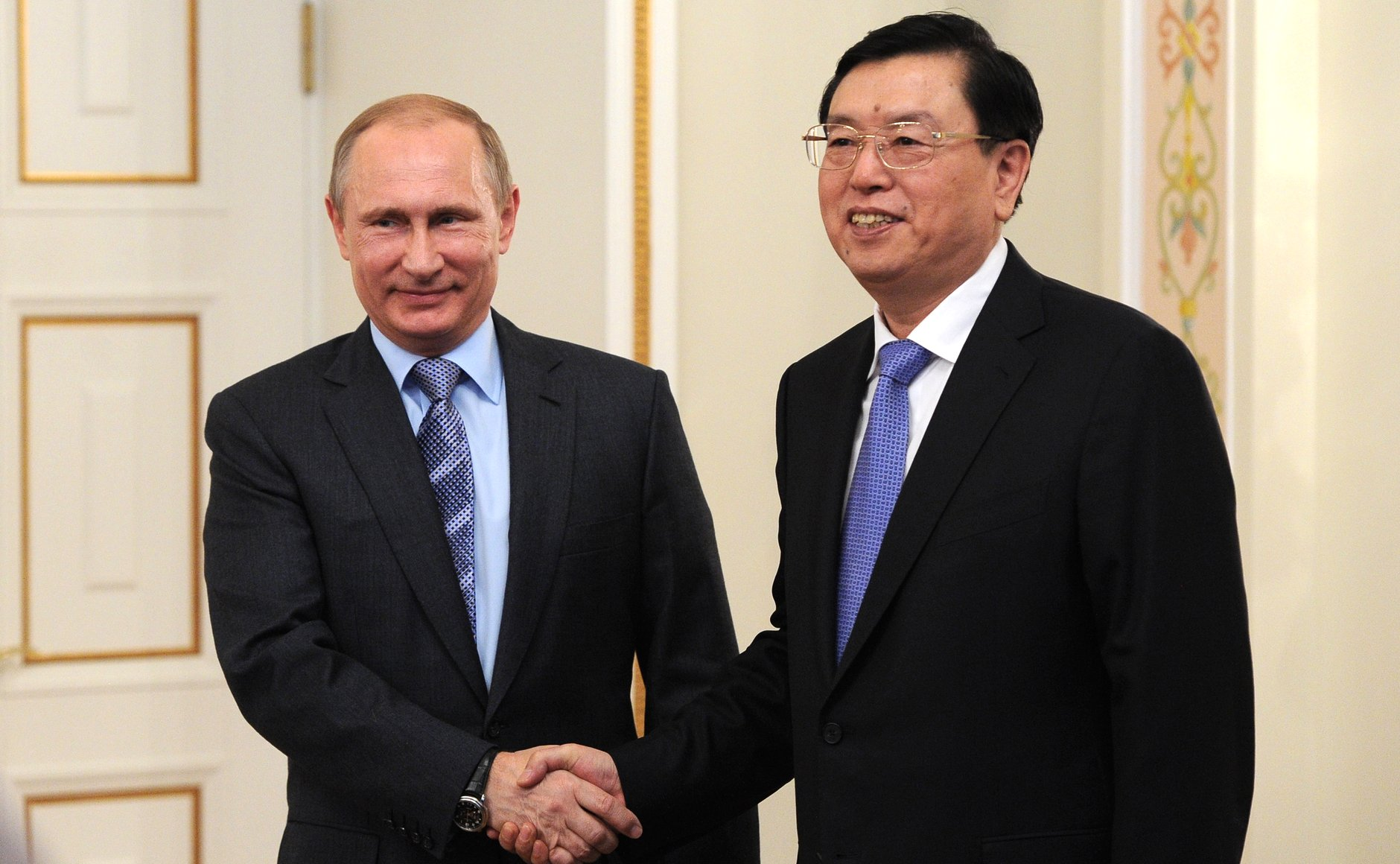
Встреча Владимира Путина с Чжан Дэцзяном,
9 июня 2015 года

2002—2007 гг. — член Политбюро ЦК КПК, секретарь Комитета КПК провинции Гуандун.
2007—2008 гг. — член Политбюро ЦК КПК.
2008—2012 гг. — член Политбюро ЦК КПК, вице-премьер Госсовета КНР.
С марта по ноябрь 2012 года — глава Чунцинского горкома КПК, сменив на этом посту скандально известного Бо Силая.
2012—2013 гг. — член Постоянного комитета Политбюро ЦК КПК, вице-премьер Госсовета КНР.
С марта 2013 года председатель Постоянного комитета Всекитайского собрания народных представителей 12-го созыва. Сменил на этом посту У Банго. В 2018 году не был переизбран на второй срок, так как достиг пенсионного возраста до созыва съезда КПК в 2017 году.
Является экспертом по отношениям с Северной Кореей.

## Награды
- Орден Дружбы (Россия, 26 августа 2016 года) — за большой вклад в развитие межпарламентских связей и отношений всеобьемлющего стратегического партнёрства и взаимодейстивия между Российской Федерацией и Китайской Народной Республикой[7].